# Stanley Mutunga
Stanley Kieti Mutunga (* 30. Dezember 1996) ist ein kenianischer Sprinter, der sich auf den 400-Meter-Lauf spezialisiert hat.

## Sportliche Laufbahn
Erste internationale Erfahrungen sammelte Stanley Mutunga im Jahr 2013, als er bei den Jugendweltmeisterschaften in Donezk im 200-Meter-Lauf in der ersten Runde disqualifiziert wurde. 2015 schied er bei den Juniorenafrikameisterschaften in Addis Abeba mit 11,31 s in der Vorrunde über 100 Meter aus und verpasste auch mit der kenianischen 4-mal-100-Meter-Staffel mit 42,19 s den Finaleinzug. Im Jahr darauf erreichte er bei den Afrikameisterschaften in Durban das Halbfinale über 400 Meter und schied dort mit 46,81 s aus. Bei den World Athletics Relays 2021 im polnischen Chorzów verpasste er in 3:10,81 min den Finaleinzug in der 4-mal-400-Meter-Staffel. 

## Persönliche Bestzeiten
- 200 Meter: 21,23 s (+1,6 m/s), 28. Februar 2021 in Nairobi
- 400 Meter: 45,95 s, 28. Mai 2016 in Nairobi